# Île de Marmara
Pour les articles homonymes, voir Marmara.
L'île de Marmara, en turc Marmara Adası, ou Proconnèse, en grec ancien Προικόννησος / Proikónnêsos, est une île de Turquie, la plus grande île de la mer de Marmara, proche de la cité de Cyzique.
Son nom signifierait : « l'île (nēsos) aux chevreuils (prokos) ».
Elle était renommée dans l'Antiquité pour ses carrières de marbre blanc tacheté ou veiné de bleu, qui fournirent une grande partie de ce matériau dans la construction du Grand autel de Pergame et ultérieurement pour celle de Constantinople, la nouvelle capitale de l'Empire romain. En grec ancien, les termes de marmaros ou marmaron qui désignent ce type de marbre, donneront le nom actuel de Marmara. Les sarcophages qui y étaient produits s'exportaient dans l'ensemble du monde romain tardif.
Proconnèse était le siège de l'archevêché des Îles à l'époque byzantine. L'île servait de lieu d'exil, notamment pour les ecclésiastiques : Étienne le Jeune en 754, le patriarche Michel Cérulaire en 1058, le patriarche Arsène Autorianos en 1264 y furent exilés.
La localisation de la Proconnèse traditionnelle, en Propontide (mer de Marmara), se base sur un passage de Strabon qui distingue une ancienne Proconnèse de la nouvelle ; G. Huxley suggère de voir dans l'île d'Haloné (actuelle Paşalimanı) cette ancienne Proconnèse.

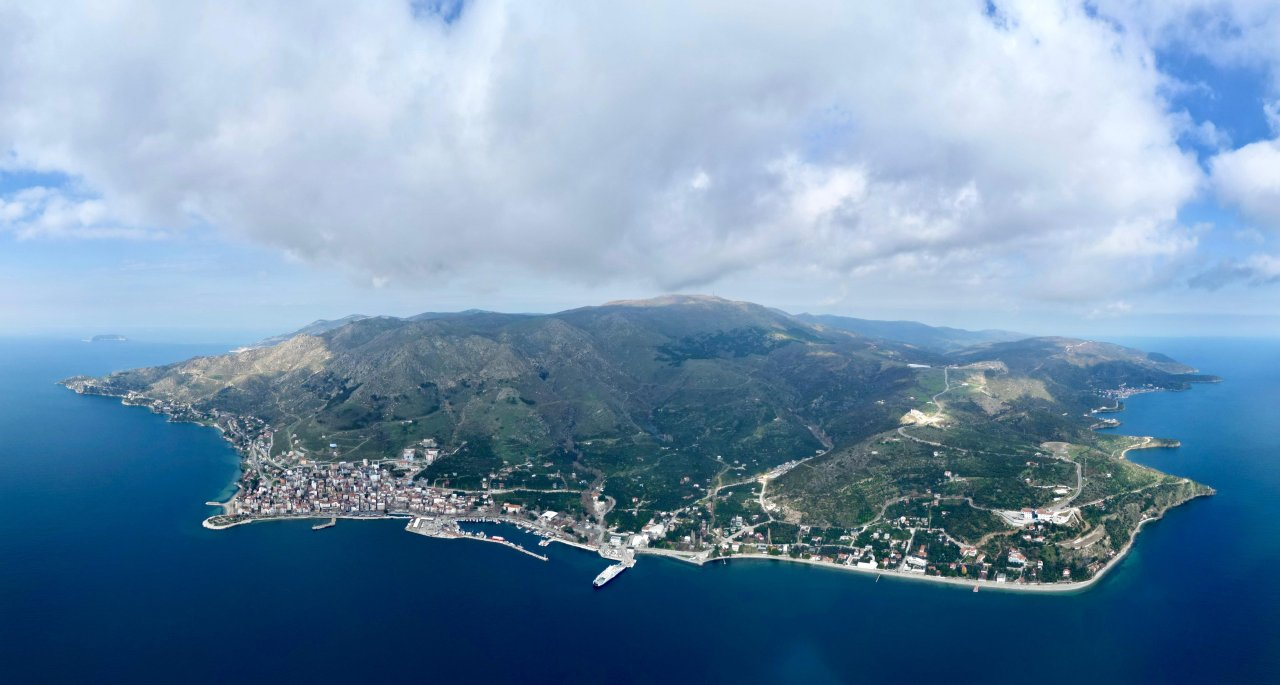
Une vue aérienne sur l'île de Marmara

Jusqu'en 1915, l'île était majoritairement peuplée de Grecs qui furent déportés en juin 1915 par les soldats turcs sur ordre du Moura, gouverneur turc de l'île à l'époque.